# Elecciones estatales de Yucatán de 1990
Las elecciones estatales de Yucatán de 1990 se llevó a cabo el domingo 25 de noviembre de 1990, y en ellas fueron renovados los siguientes cargos de elección popular en el estado mexicano de Yucatán:
- 105 Ayuntamientos o Comunas. Formados por un Presidente Municipal y regidores, electo para un período inmediato de tres años no reelegibles de manera consecutiva.
- Diputados al Congreso. Electos por una mayoría relativa de cada uno de los Distritos Electorales.

## Resultados Electorales

### Ayuntamientos

#### Ayuntamiento de Mérida
- Ana Rosa Payán  Hecho

#### Ayuntamiento de Motul
- Roque J. Avilés Aguilar  Hecho

#### Ayuntamiento de Valladolid
- Liborio Vidal Aguilar  Hecho